# Kelurahan Jatipadang
Kelurahan Jatipadang är en administrativ by i Indonesien.   Den ligger i provinsen Jakarta, i den västra delen av landet. Huvudstaden Jakarta ligger i Kelurahan Jatipadang.